# Пефтджаубаст
Пефтджаубаст — давньоєгипетський фараон у місті Гераклеополь у 754—721 роках до н. е.

## Життєпис
За останніми дослідженнями вважається сином Падіесета, верховного жерця Птаха, та Тайрі (доньки Такелота, верховного жерця Птаха або Такелота, верховного жерця Амона). таким чином, був представником XXII династії. Все ж певніше, що за материнською лінією належав до гераклеопольської знаті. Обійняв посаду намісника Гераклеополя під час панування фараона Осоркона III. Після смерті батька близько 780 року став верховним жерцем Птаха в Мемфісі (проц е повідомляється на стелі IM 3749), але через 10 років передав її братові Харсієсу II
За часів Такелота III близько 754 року до н. е. оголосив про самостійність, оголосив себе царем. Ввадається, що фараон Такелот III дозволив йому вести себе подібним чином в обмін на його номінальну лояльність.
Пізніше Пефтджаубас пов'язав себе з XXIII династією, одружившись з Ірбастуджанефу, донькою фараона Рудамона, наступником Такелота III. У 749 році до н. е., після смерті фараона Іні, прийняв відповідні царські титули і почавши датувати монументальні пам'ятники часом після свого сходження на трон.
У 730 році до н. е. визнав зверхність фараона Піанхі, якому протистояла коаліція царів на чолі із фараоном Тефнахтом I. 729 року до н. е. війська останнього незабаром після початку протистояння взяли Гераклеополь в облогу. Пианхі, що вже знаходився поруч з Нижнім Єгиптом, після захоплення Гермополя прийшов на допомогу Пефтджаубасту, який радісно вітав його.
Зображення Пефтджаубаст представлено на «Переможній стелі» Піанхі в Джебель-Баркале, де його зображено як одного з чотирьох царів, які схиляються перед нубійським завойовником.
Імена найближчих наступників Пефтджаубаста залишаються невідомими, оскільки не збереглося жодного запису про них до заняття посади намісника Гераклеополя Пеліїсе на початку XXVI династії.

## Діти
- Педіаменнебнестауї, «Дружина бога Амона»
- донька (ім'я невідоме)